# Szőnyi úti Stadion
A Szőnyi úti Stadion egy labdarúgó-stadion, amely a BVSC-Zugló tulajdona. Amelyben legutóbbi időben a BVSC-Zugló rendezte NB2-es mérkőzéseit

## Története
Ez a létesítmény Budapest egyik stadionja, mely számtalan első osztályú labdarúgó mérkőzésnek adott már otthont. 11 000 néző befogadására alkalmas, melyben 10 400 lezárt ülő- és állóhely van. Az egykori NB I-es fővárosi csapat, a BVSC stadionja volt, később bérelte az FC Tatabánya (2007-2008), valamint a Budapest Wolves is, azóta is itt tartják minden évben az amerikai futball HFL-döntőjét.
2014 tavaszától felújításon esett át, 2015 januárjában adták át a megújított, 105x68 méteres futballpályát, ekkor füvesítették be a salakos futópályát is, továbbá a komplexum része lett egy 40x60 méteres, valamint két 22x40 méteres műfüves pálya.
Jelenleg NB2-es mérkőzéseket tartanak benne.

## Adatok
- Cím: 1142, Budapest, Szőnyi út 2.
- Telefon: (06-1)273-1426
- Fax: (06-1)273-1426
- Bérlők: FC Tatabánya, Budapest Wolves AFC
- Befogadóképessége: 12 000 fő
- Világítás: van

## Legutóbbi mérkőzések
- BVSC-Zugló - Ajka 0-2
- BVSC-Zugló - Kazincbarcika 3-0
- BVSC-Zugló - Mosonmagyaróvári TE 1-0

## Nézőcsúcs
- 1994. szeptember 24. (BVSC-Újpest 2-4) 12000 néző